# Androsace nivalis
Androsace nivalis là một loài thực vật có hoa trong họ Anh thảo. Loài này được (Lindl.) Wendelbo mô tả khoa học đầu tiên năm 1961.

## Hình ảnh

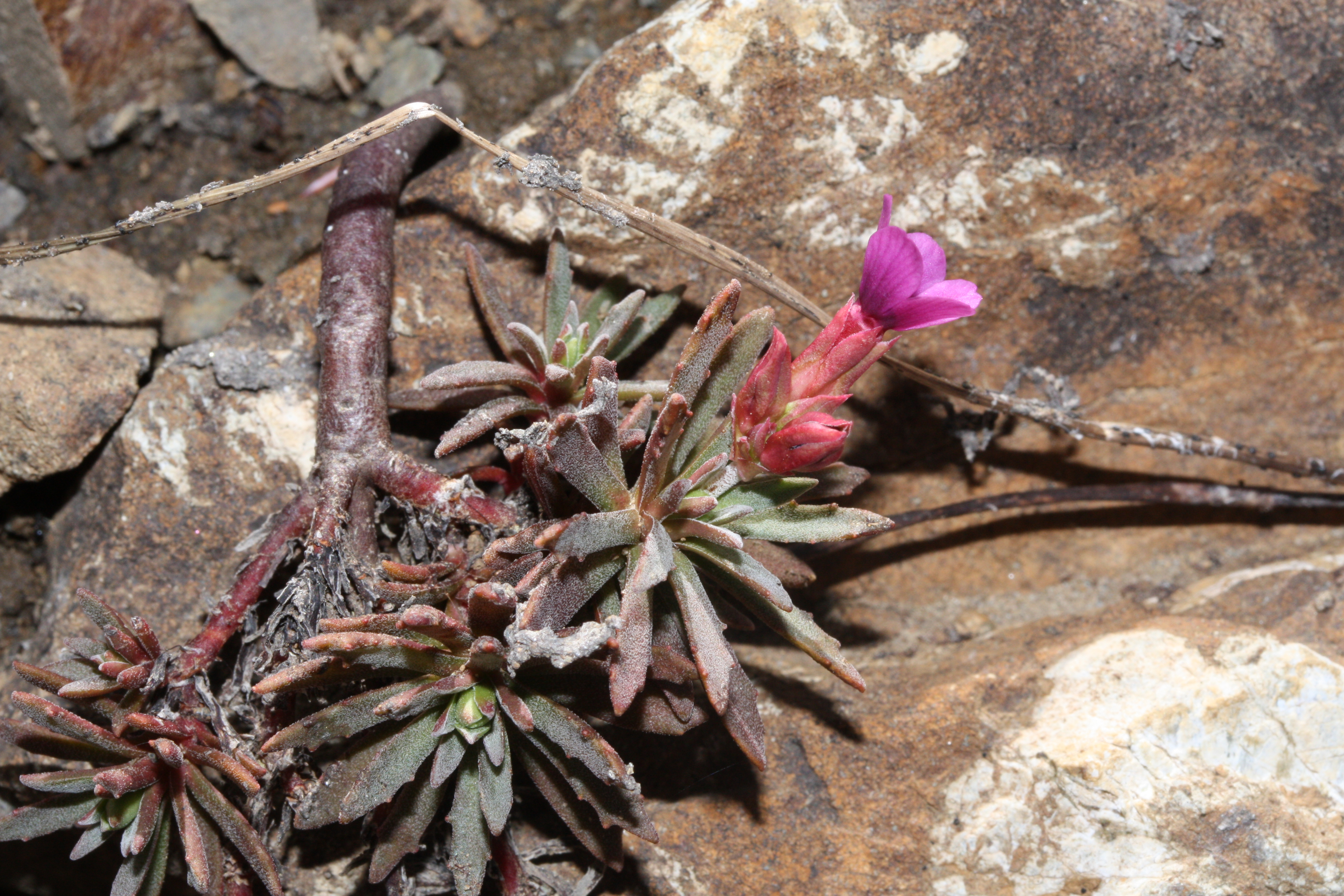
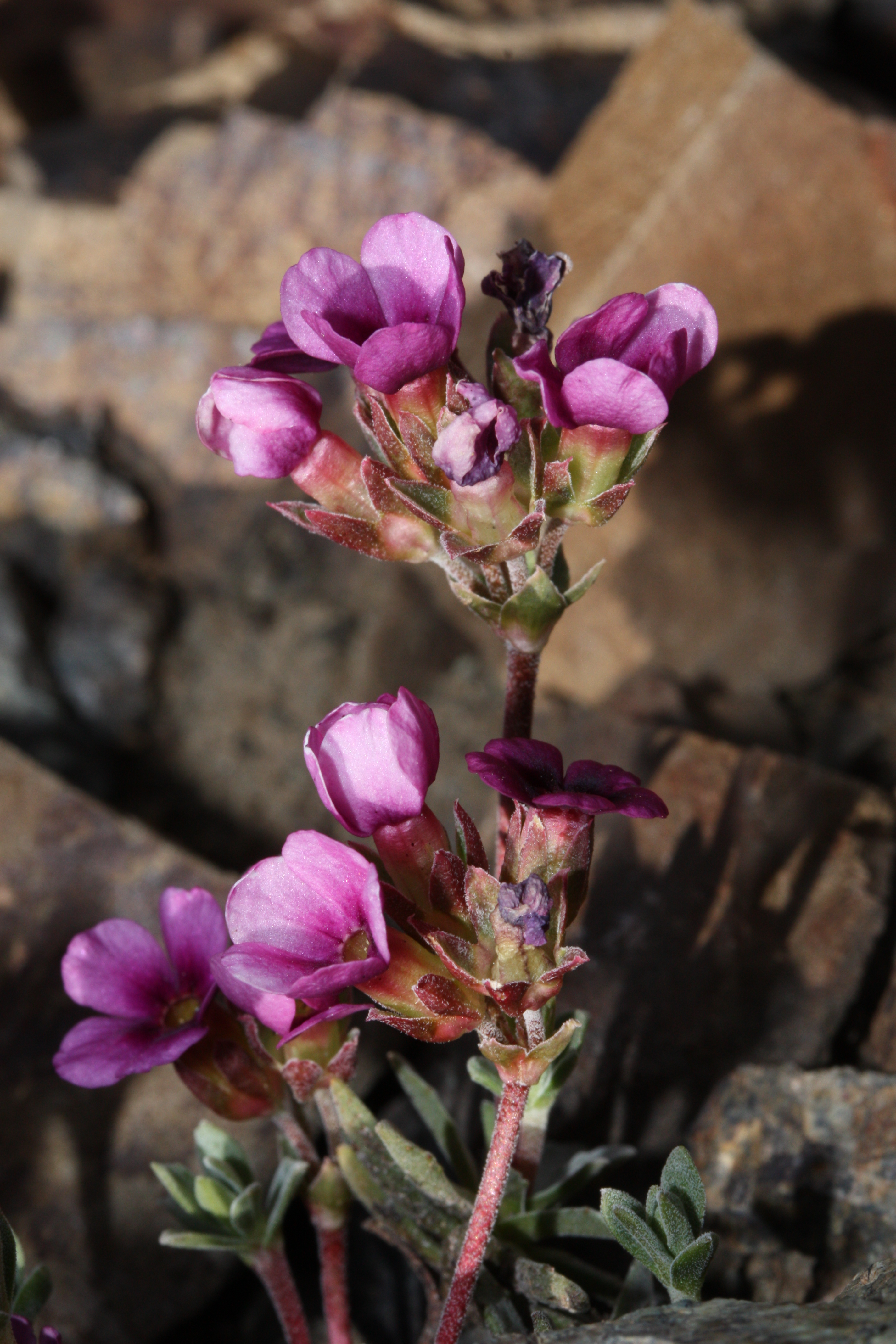
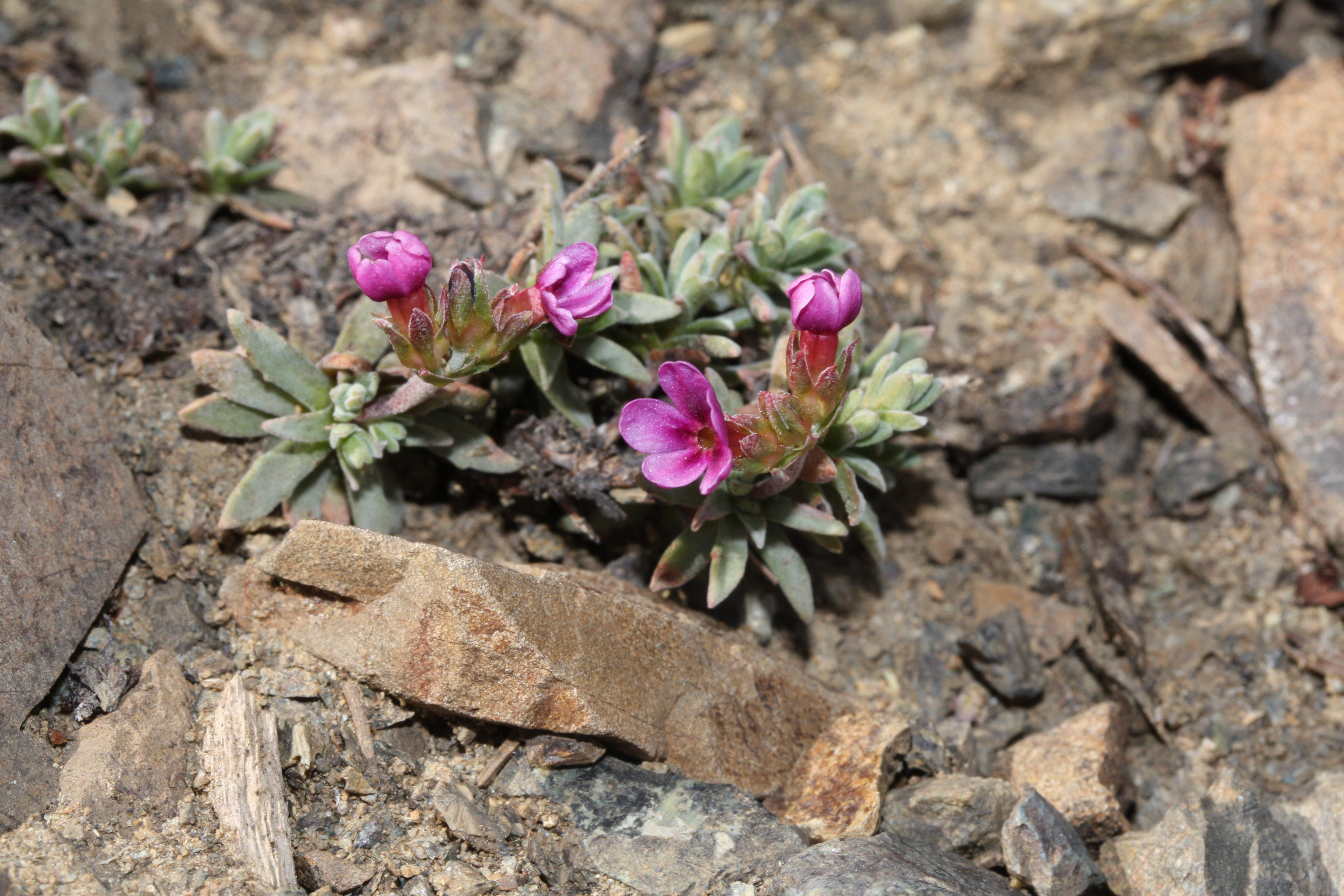
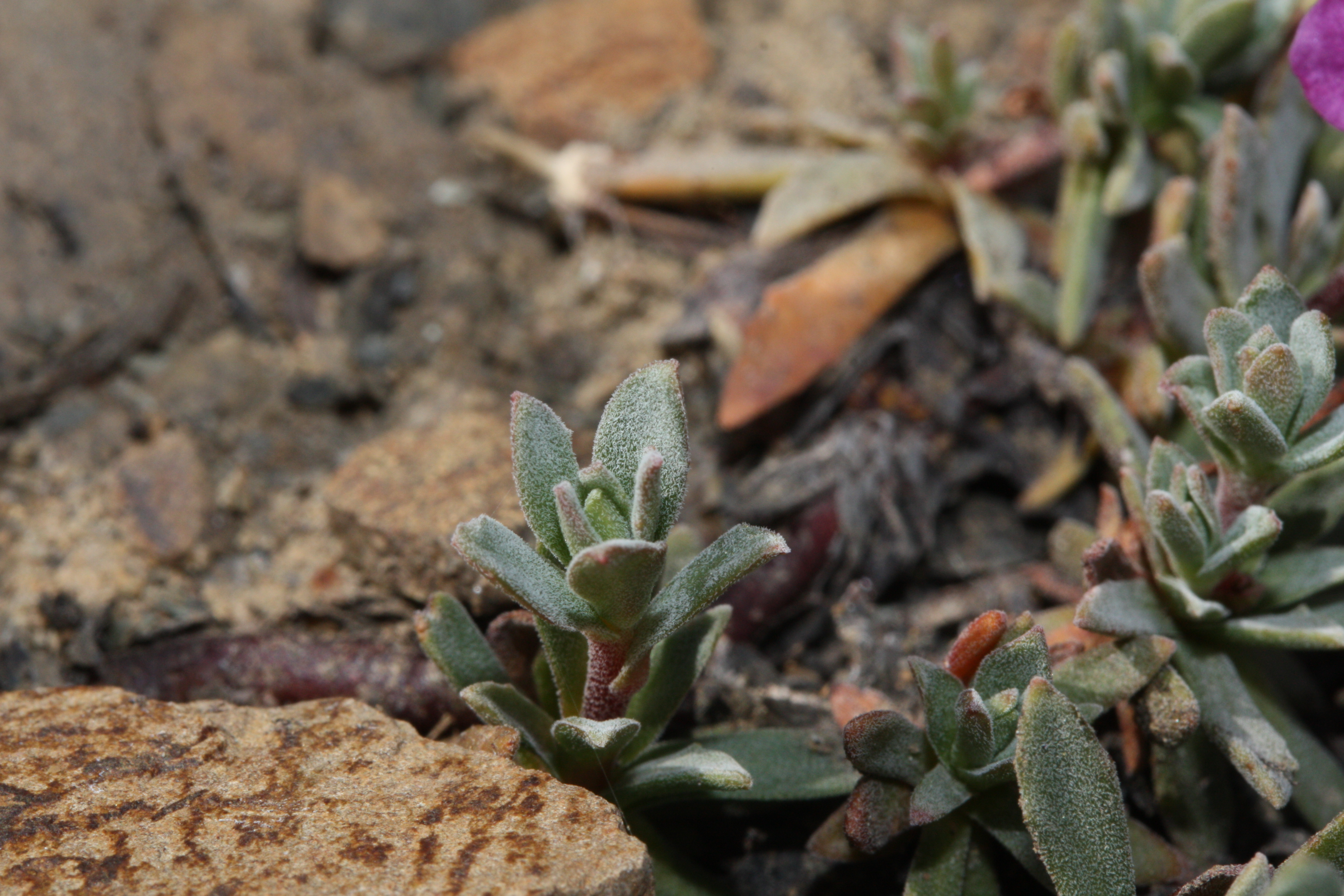